# Piptospatha perakensis
Piptospatha perakensis är en kallaväxtart som först beskrevs av Adolf Engler, och fick sitt nu gällande namn av Henry Nicholas Ridley. Piptospatha perakensis ingår i släktet Piptospatha och familjen kallaväxter. Inga underarter finns listade.